# Stuttgart–Wendlingen nagysebességű vasútvonal
A Stuttgart–Wendlingen nagysebességű vasútvonal egy tervezés alatt álló nagysebességű vasútvonal Stuttgart és Wendlingen között a németországi Baden-Württemberg tartományban. A vasút kb 25,2 km hosszú, kétvágányú, 15 kV, 16,7 Hz-cel villamosított vonal lesz, engedélyezett sebesség 250 km/h. A vonal része a Stuttgart 21 projektnek, folytatása a Wendlingen–Ulm nagysebességű vasútvonal. Várható átadása 2026 decembere.

## Képgaléria

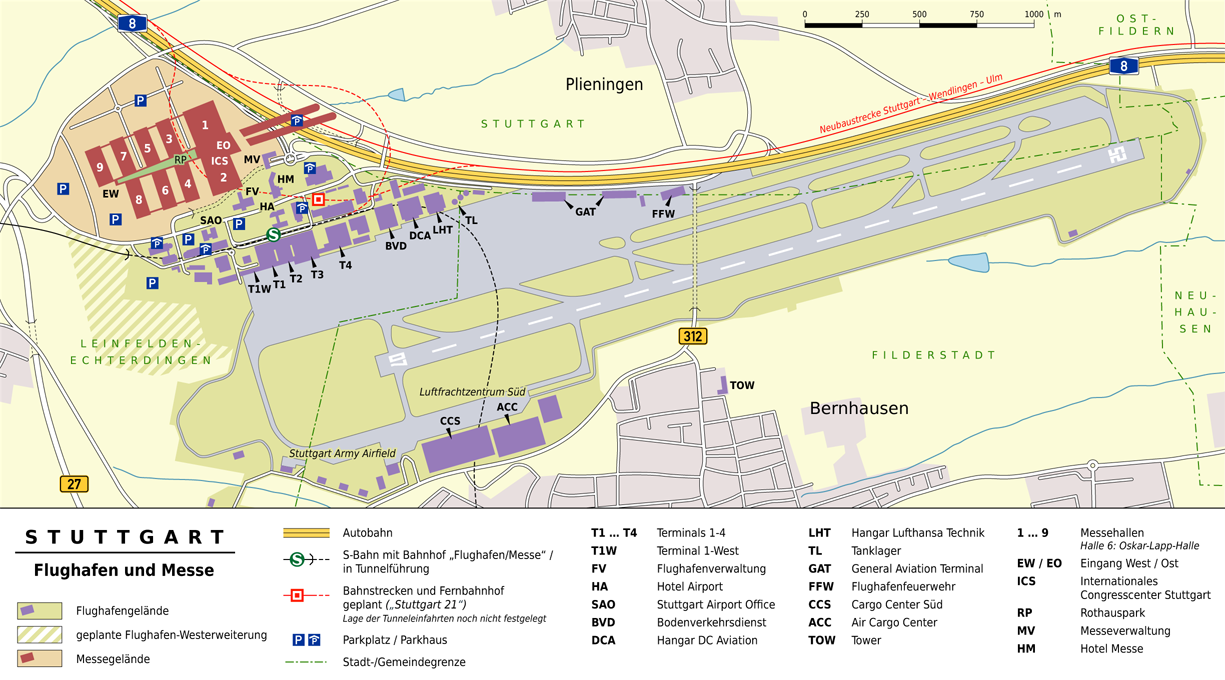
A vonal térképvázlata
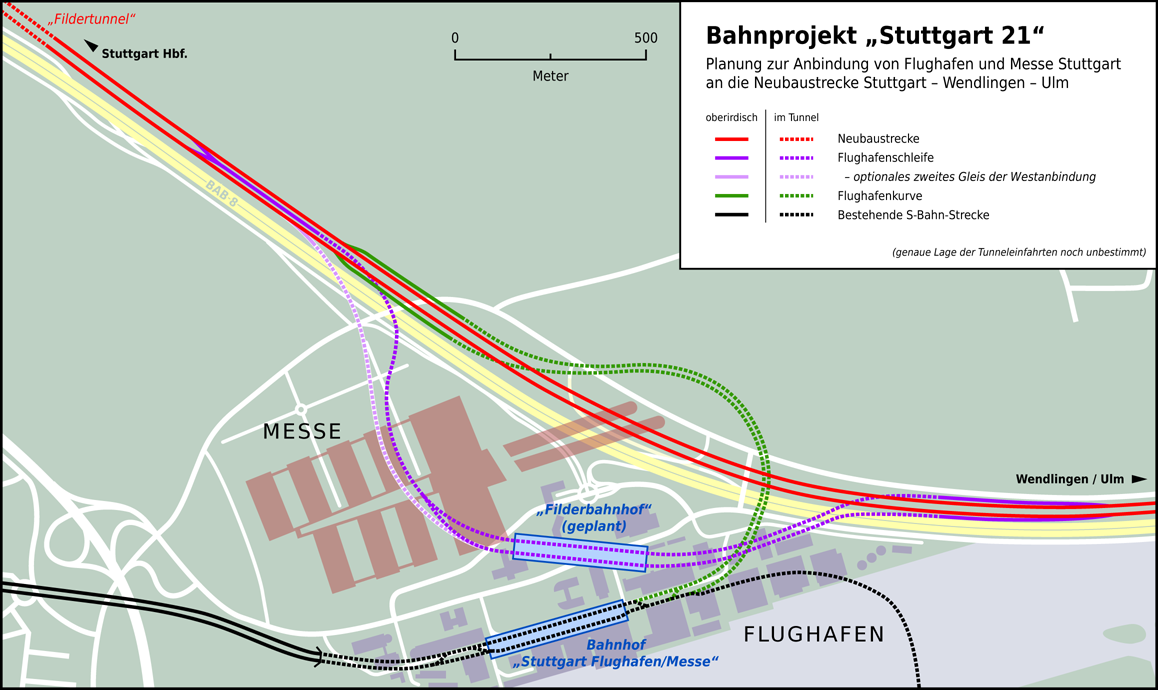
A vonal térképvázlata
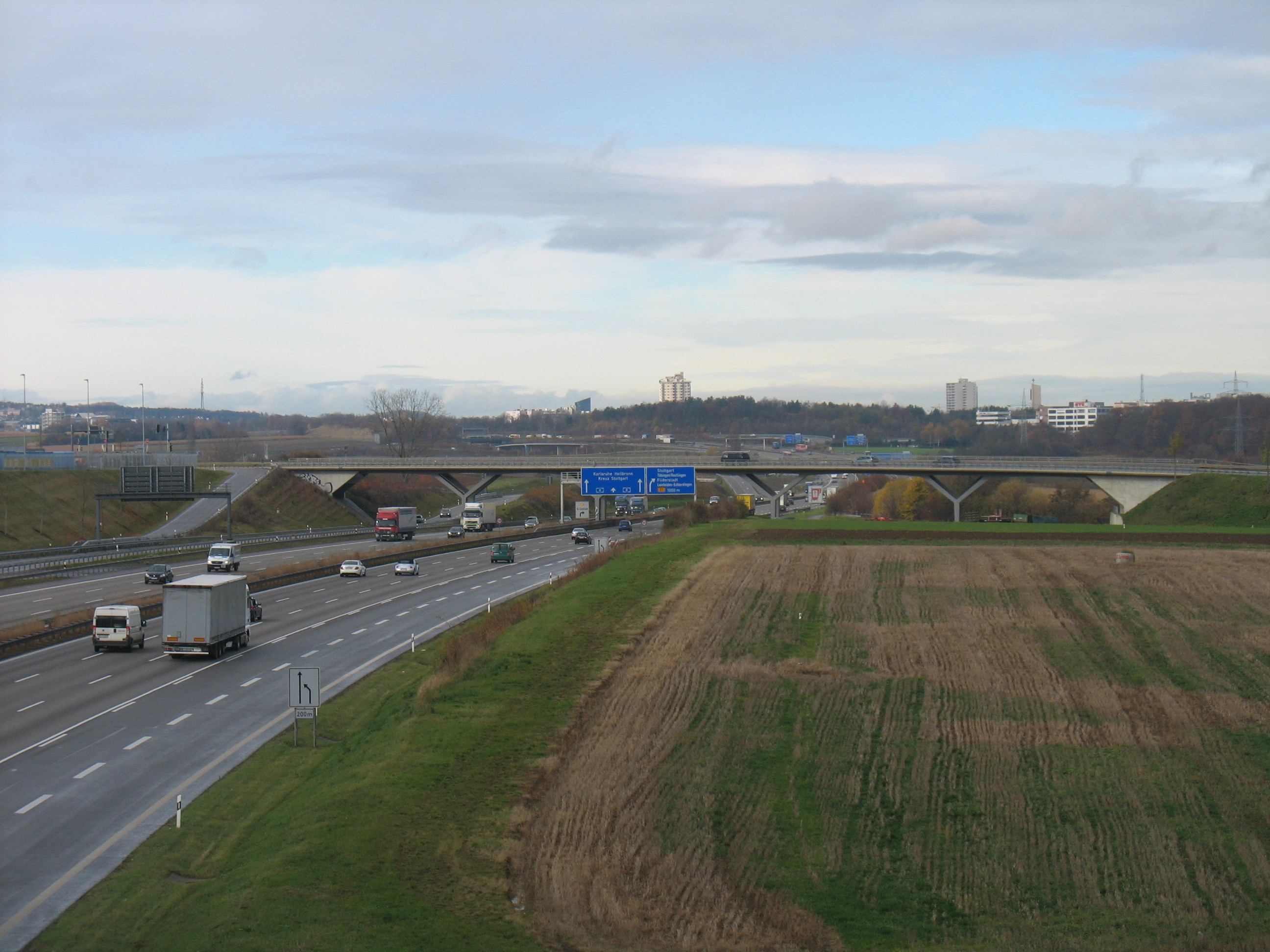
Az A8-as autópálya